# Gérald Passi
Gérald Passi (Albi, França, 21 de gener de 1964) és un futbolista professional francès retirat que disputà onze partits amb la selecció de França.
| Selecció de França | Selecció de França | Selecció de França |
| Anys               | Partits            | Gols               |
| ------------------ | ------------------ | ------------------ |
| 1987               | 4                  | 0                  |
| 1988               | 7                  | 2                  |
| Total              | 11                 | 2                  |